# Nationalstraße 302 (China)
Die Nationalstraße 302 (chinesisch 302国道, Pinyin 302 Guódào, englisch China National Highway 302), chin. Abk. G302, ist eine 1.028 km lange, in Ost-West-Richtung verlaufende Fernstraße im Nordosten Chinas in der Provinz Jilin sowie im Autonomen Gebiet Innere Mongolei. Sie führt von Hunchun an der Grenze zu Russland und Nordkorea über Tumen, Dunhua und Jilin in die Metropole und Provinzhauptstadt Changchun. Von dort führt sie weiter über Songyuan, Da’an und Baicheng nach Ulanhot. Die G302 verläuft parallel zur Autobahn G12.